# アニメ不毛の地
アニメ不毛の地（アニメふもうのち）は、日本の静岡県における、地上波民放で視聴できるテレビアニメの放送状況を指す言葉。アニメ不毛地帯、アニメ砂漠とも。

## 概要
静岡県は東京と名古屋の間にあるデッドスポットで、テレビ東京系列（TXNネットワーク）、UHF（独立局）の放送局がなく、人口や経済規模の割には隣県の愛知県や神奈川県よりも新作テレビアニメ、深夜アニメの放送が少ない。静岡県では夕方に『タッチ』『キテレツ大百科』『ちびまる子ちゃん』『ONE PIECE』の再放送がよく行われ、地元局は最新のアニメに関心を示してくれないとする同県へのステレオタイプができあがった。
2014年6月時点、静岡県で視聴可能な深夜アニメは『ノイタミナ』放送作品のように限られ、同枠が見られるようになったのは2011年10月からである。2023年度の集計では民放4局地域でトップクラスの52本のアニメが放送されたが、日本全体の3割にあたる「民放が4局以下で視聴が可能な地域」での人口最多は静岡県であり、そのうち1割が同県なことから声が大きく感じ、中京放送圏と関東放送圏の間にあることも余計、穴に思えてしまうせいだとみられる。また2005年に放送された静岡県浜松市が舞台の『苺ましまろ』は聖地巡礼で盛り上がるも同県では未放送だったことも印象に影響した。2013年放送で同県舞台かつ、そこで生産の多いプラモデルを題材とした『ガンダムビルドファイターズ』が県内で放送されなかったという事例もある。
再放送をよくしていたのは『キテレツ』が2000年代まで、『ONE PIECE』はテレビ静岡で2015年3月まで夕方週5回だったのを『妖怪ウォッチ』再放送終了とともに深夜へ移動して週1回となり夕方アニメ枠が消滅、それを取り上げた『ねとらぼ』の記事では「「アニメ不毛の地」の……現実!!」との文言が踊った。『キテレツ』はファミリー向け作品ではあるが、深夜アニメの少なさの割に度々再放送されていた。その多さをネタにする「無限キテレツ地獄」「またキテレツじゃねぇか!」、一度に複数話放送されることもあるため「『キテレツ大百科』が終わった後にまた『キテレツ大百科』が始まった」というワードが存在、再放送をしなくなってしばらく経つ2024年時点でもTwitterでしばしば見受けられるものがあり、大都会岡山や修羅の国と似たような地域を表すあるあるネタとなっている。
漫画家コンビたかまつやよいのエッセイ漫画『流されて八丈島 いよいよ10年目!』では静岡県出身であるコンビの片方のやよいが高校時代、人伝でテレビ愛知がギリギリ見られる人から同局放送の『新世紀エヴァンゲリオン』をほとんど砂嵐ながら台詞はなんとかわかるものを録画で見せてもらったことがあり、それに比べると移住先の八丈島は静岡県より田舎ながらアニメが見られる島は良いところだとしている。仏さんじょの漫画『部室のドワーフちゃん』では舞台となっている静岡県中部は大都市圏に挟まれていながらオタク向けアニメがほとんど放送されない空白地帯だとネタにされ、安藤正基の漫画『八十亀ちゃんかんさつにっき』でも『キテレツ』『ONE PIECE』の再放送が静岡県で多いことがネタにされている。
ネタ扱いされてしまうのは静岡県の人口の多さや関東地方関西地方の間の東海地方にあることからして同県出身者が関東関西の都市部に一定数在住しており、その者たちが懐古したり煽ったりできること、ステレオタイプのままな理由について2024年に『アットエス』は静岡県出身者はTOKYO MXが視聴できる関東に進学や就職する若い人が多く、格差を大きく感じて『キテレツ』などをよく再放送していた頃に静岡県で生まれ育った関東で生活する人は最新の同県のアニメ放送事情は知らず、同年時点で30-50代の該当者の自虐と怨嗟がネット上に残り続けてイメージが変わらないからだと考えている。
2014年に『ねとらぼ』がテレビ静岡に取材した際、同局の編成担当者は静岡県がアニメ不毛の地だと呼ばれていることを把握しており、「『キテレツ』がよく再放送された理由は当時の担当ではないため、推測になる」とした上で、「視聴者のニーズが一番なのは昔から同じなはずで、それだけ好評だったからではないか」とみており、それに対して『ねとらぼ』は「キテレツ、そんなにニーズあったのか……。」との反応をみせている。また、同局は平日夕方のアニメ再放送枠が年々、視聴率がとりにくくなっていき、かつては1時間枠だったのが30分枠になっていたが、決してアニメをなおざりにしたわけではなく、フジテレビ系列のアニメは基本的に全て放送する方針で『カードファイト!! ヴァンガード』『たまごっち!』『ダンボール戦機』のような他局系列でも子供人気のある作品はできるだけ放映権を購入してオンエア、むしろアニメはテレビ静岡のアイデンティティだと考えているという。
衛星放送やオンライン配信で視聴環境は整備されていったが2024年時点で今後、静岡県においてテレ東系やUHFの開局可能性は低く、静岡局4つが他の地方局よりも編成に力を入れたり、権利保持者が同県を放送地域に入れたいとそれに見合った放送本数が用意されても遅れネットや深夜帯になることは避けられず関東放送圏、関西放送圏よりも不毛の地から脱却できないと感じられている。
一方で2021年にSBSラジオで放送開始の『TOROアニメーション総研』はアニメ不毛の地である静岡に架空の研究機関が設立したという形によるアニメをテーマとしたラジオ番組であり、2022年にアニメ制作会社シャフトが静岡市に新スタジオを設けたり、『ちびまる子ちゃん』『ラブライブ!サンシャイン!!』『ゆるキャン△』『オーバーテイク!』『夢見る男子は現実主義者』『星屑テレパス』『となりの妖怪さん』のように静岡県の都市を舞台かモデルにしたアニメが放送、『ラブライブ! サンシャイン!!』は沼津市とタイアップして成功している。

## 静岡県以外のアニメ不毛の地
民放が2局の福井県、3局の沖縄県がアニメ不毛の地と呼ばれている事例がある。
また新潟県も同じように呼ばれることがあり、がたふぇすはその中で漫画やアニメのPRのために開催されている。